# Помена
Помена (итал. Petraia или Poména) је насељено место у саставу општине Мљет, на острву Мљету, Дубровачко-неретванска жупанија, Република Хрватска.

## Географски положај
Помена је најзападније насеље на острву Мљет. Налази се у малој ували, на северозападној страни острва Мљета. Пред увалом се налази ненасељено острвце Помештак 300 метара од самог насеља. Поред њега ту је још неколико острвца. Локалним путем је спојена са насељем Полаче 5 км, а од Собре је удаљена 29 км.

## Историја
До територијалне реорганизације у Хрватској налазила се у саставу старе општине Дубровник.
На подручју данашње Помене нађени су остаци некадашње римске виле, што доказује да је та мала увала, заштићена са четири острвца, била насељавана још и у античко време. Вероватно је служила као успутна лучица бродовима, који су ишли у смеру острва Корчуле јер је и данас Корчули то најближа Мљетска лука. Упркос античком насељу, за разлику од суседног насеља Полаче, темеље данашњем насељу нису дали Римљани, већ рибари из Говеђара, који су у Помени направили малене магацине у које су остављали свој рибарски алат и мреже. Први стални становници су дошли из Говеђара, и основали су рибарску задругу у месту, али је свој највећи развој Помена доживела изградњом хотела. Због хотела, у месту се граде нове куће те Помена данас, због близине Великог и Малог језера, туристички најјаче мљетско насеље.

## Становништво
На попису становништва 2011. године, Помена је имала 52 становника.
| Број становника по пописима | Број становника по пописима | Број становника по пописима | Број становника по пописима | Број становника по пописима | Број становника по пописима | Број становника по пописима | Број становника по пописима | Број становника по пописима | Број становника по пописима | Број становника по пописима | Број становника по пописима | Број становника по пописима | Број становника по пописима | Број становника по пописима | Број становника по пописима |
| --------------------------- | --------------------------- | --------------------------- | --------------------------- | --------------------------- | --------------------------- | --------------------------- | --------------------------- | --------------------------- | --------------------------- | --------------------------- | --------------------------- | --------------------------- | --------------------------- | --------------------------- | --------------------------- |
| 1857                        | 1869                        | 1880                        | 1890                        | 1900                        | 1910                        | 1921                        | 1931                        | 1948                        | 1953                        | 1961                        | 1971                        | 1981                        | 1991                        | 2001                        | 2011                        |
| 0                           | 0                           | 8                           | 0                           | 0                           | 0                           | 0                           | 0                           | 8                           | 8                           | 13                          | 25                          | 46                          | 50                          | 37                          | 52                          |

Напомена: Исказује се од 1981. као самостално насеље настало издвајањем из насеља Говеђари. У 1880. исказује се као део насеља под именом Помента. Од 1890. до 1931. подаци су садржани у насељу Говеђари.

### Попис1991.
На попису становништва 1991. године, насељено место Помена је имало 50 становника, следећег националног састава:
| Попис 1991.‍ | Попис 1991.‍ | Попис 1991.‍ | Попис 1991.‍ | Попис 1991.‍ |
| ----------- | ----------- | ----------- | ----------- | ----------- |
|             |             |             |             |             |
| Хрвати      | Хрвати      |             | 50          | 100%        |
| укупно: 50  |             |             |             |             |

## Привреда
Насеље је настало као рибарска лука те је своју привреду у почетку базирало на риболову, али и на пољопривреди јер се у непосредној близина места налази неколико врло плодних поља. Изградњом хотела, Помена се туристички врло развија те данас своју привреду темељи управо на туризму. До средине деведесетих година 20. века, у Помени је постојао и ауто-камп Сикјерица, који је успјшно пословао, али је затворен због потенцијалне опасности од шумских пожара јер се налазио у националном парку. Иако је туристичка лука, Помена није бродском линијом ни на који начин повезана с Дубровником, али у летним месецима у насеље пристају хидроглисери из смера Дубровника, Корчуле и Сплита.